# Hemerocallis
Hemerocallis es un género de plantas herbáceas, perennes y rizomatosas perteneciente a la familia Asphodelaceae que contiene alrededor de quince especies originarias de Asia. 
«Lirio de día» es el nombre común más frecuente con el que se designa a las especies de Hemerocallis y a los cultivares obtenidos a partir de ellas. Ese nombre común hace alusión al hecho de que las flores de la mayoría de las especies de Hemerocallis abren sus pétalos al amanecer y se marchitan al atardecer, por lo que cada flor no dura más que un día. No obstante, una vez que se marchita, cada flor es reemplazada por otra en el mismo tallo al día siguiente, por lo que el período de floración de una misma planta es muy largo. Algunas especies abren sus flores por la noche, las que se marchitan al amanecer del día siguiente.

## Distribución
El género Hemerocallis es originario de regiones templadas de Asia, particularmente de Japón, Siberia, Corea y China. Sus flores grandes y vistosas las han hecho populares a lo largo de todo el mundo y, a través de su cultivo, varias de las especies del género se han diseminado, e incluso se han naturalizado en muchos países de Europa y de América.

## Etimología y nombres comunes
El nombre Hemerocallis procede de las palabras griegas para día y belleza, que refleja el hecho que las flores individuales duran solamente un día. El nombre común en otros idiomas es: "Taglilie" (alemán), "hémérocalle" (francés) y "daylily" (inglés). En español, además de ser conocida como "lirio de día", también se la llama "lirio japonés", "lirio de la mañana" o, "lirio de San Juan", "azucena amarilla", "azucena turca" o, simplemente, "hemerocalis".

## Descripción

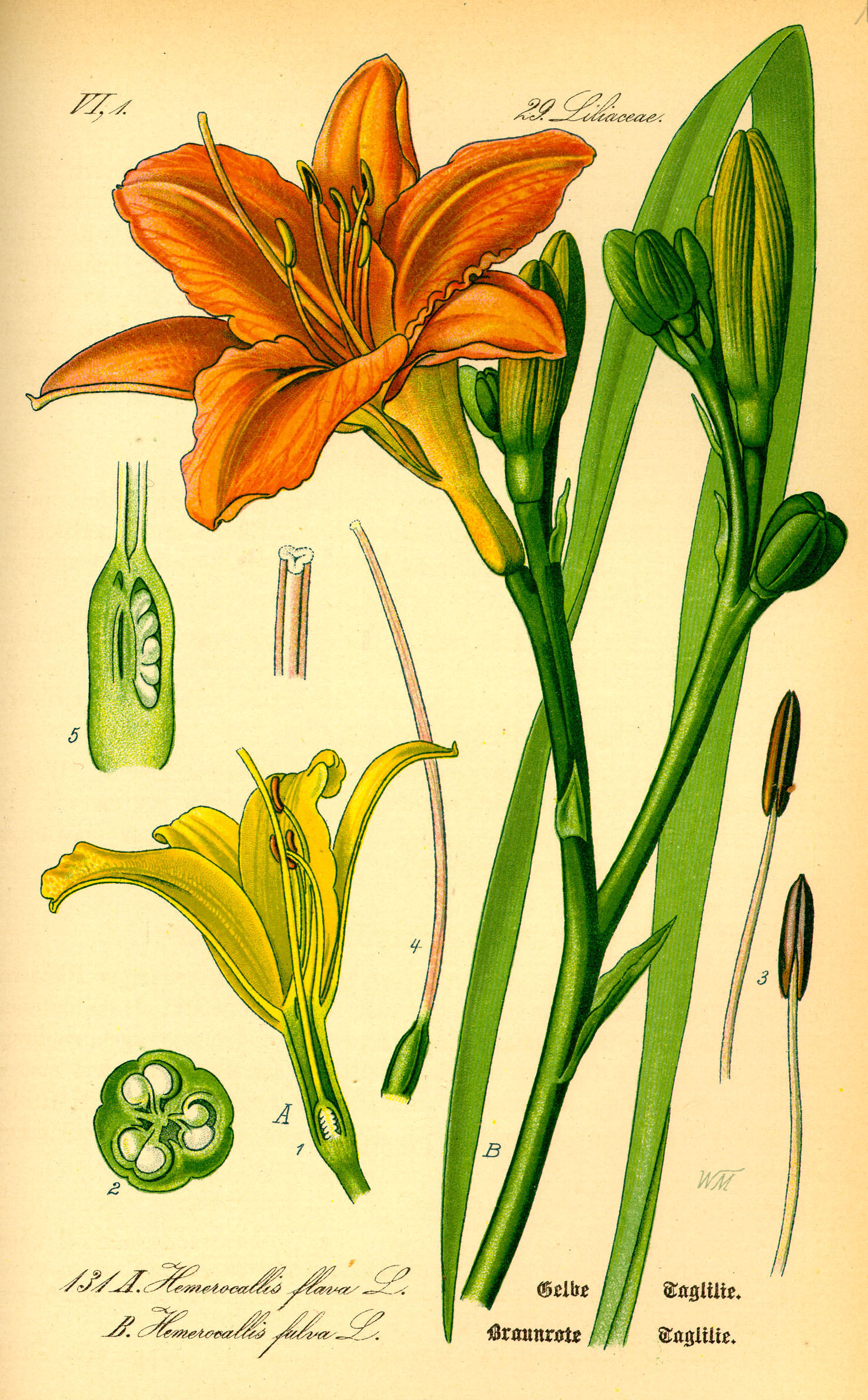
Ilustración de flores y piezas florales de Hemerocallis (A) H. flava (sin.: H. lilioasphodelus), (B) H. fulva. (1) Flor en corte longitudinal. (2) ovario en corte transversal, se observan los tres lòculos y las dos hileras de óvulos por lóculo, (3) anteras en vista ventral y dorsal, (4) pistilo, (5) ovario en corte longitudinal.

Son plantas herbáceas, perennes, rizomatosas, con raíces engrosadas. Las hojas son linear-lanceoladas y agudas.
Las flores son grandes y vistosas, actinomorfas y hermafroditas, dispuestas en inflorescencias paucifloras (de 2 a 5 flores), ramificadas, en el ápice de un largo escapo. 
El perigonio es infundibuliforme o acampanado y está compuesto por 6 tépalos dispuestos en dos verticilos, los cuales se hallan unidos en su base formando un corto tubo, cuya longitud es muy variable entre las diferentes especies del género. El androceo está formado por 6 estambres, dispuestos también en dos verticilos. Los filamentos son filiformes y curvos. Las anteras son lineal-oblongas, dorsifijas, bi-loculares y con dehiscencia longitudinal. El ovario es inferior, tricarpelar y trilocular, con numerosos óvulos por lóculo los cuales se disponen en dos hileras. La placentación es axilar. El estilo es filiforme y largo. El estigma es pequeño y ligeramente engrosado, capitado o 3-lobado.
El fruto es una cápsula trivalva con ángulos redondeados y dehiscencia loculicida. En muchos casos los frutos no se forman o no se desarrollan debido a que la planta es estéril. Las semillas son redondeadas, de color negro y brillantes. El número cromosómico básico es x=11, existiendo especies diploides y triploides.

## Usos

### Ornamental
Las plantas de este género se utilizan con gran profusión en jardinería sobre todo en la paisajista, para cubrir superficies relativamente grandes con un gran colorido y con un muy bajo mantenimiento debido a que se trata de especies rústicas.
No se utilizan frecuentemente en arreglos florales por la escasa vida de cada flor, si bien una vez que una flor se marchita siguen abriendo nuevas flores en el mismo tallo cortado durante varios días. 

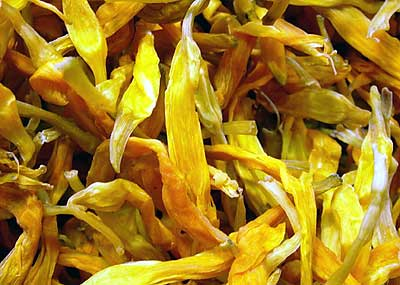
Agujas doradas, secas.

### Alimentación
Las flores de algunas especies son comestibles y, de hecho, los hemerocalis se cultivan para este propósito en algunos países de Asia, como por ejemplo, en China. Las flores se venden en los mercados asiáticos tanto frescas como secas, denominándolas agujas doradas. Se usan en las sopas (sopa caliente y amarga) y en el cerdo moo shu. Los brotes de las hojas, hojas jóvenes y de los tubérculos de algunas especies (pero no todas) son comestibles.
Los tépalos del lirio de día son deliciosos cuando se comen directamente después de la floración y son una muy buena fuente de hierro y vitamina A. Su gama de sabores varía de picante a afrutado como melocotón y su dulzura se debe a la presencia de néctar en la base del perigonio.
Se debe tener absoluta certeza de que el hemerocalis o lirio de día que se pretende consumir no sea un lirio verdadero (los lirios o azucenas pertenecen al género Lilium, familia Liliaceae), pues las flores de esta última especie pueden ser muy tóxicas.

### Medicinal

Compuestos antioxidantes aislados de Hemerocallis fulva: (izq) Flomurosido, (der) Roseosido, (abajo) Lariciresinol.

Varias especies de Hemerocallis han sido utilizadas con propósitos medicinales desde hace siglos en el lejano oriente. En particular, los tallos y las raíces se han usado como analgésicos. Un libro de medicina compilado en la dinastía Zhou (ca. 1059 a. C.) explicaba que las raíces del Hemerocallis eran "refrescantes y no ponzoñosas" y aconsejaba su uso como diurético y para tratar la incontinencia. El jugo extraído de las raíces carnosas, como así también los tallos jóvenes hervidos, se suministraban para tratar a los pacientes con cirrosis.
Las hojas de los hemerocalis también se han utilizado en la medicina tradicional china para el tratamiento de la inflamación.
Además de la rica experiencia de uso de estas plantas a través de los siglos que nos aporta la medicina tradicional, los métodos modernos de análisis de compuestos han permitido entrever que el género Hemerocallis presenta un sinnúmero de moléculas con interesantes propiedades farmacológicas. Así, a través del estudio de extractos de hojas frescas de Hemerocallis fulva se han aislado varios compuestos, tales como roseosidos, flomurosidos, lariciresinol y varios derivados de la quercetina, todos ellos con fuertes propiedades antoxidantes. Otro nuevo antioxidante denominado Stelladerol (un glicósido naftalénico) fue aislado y caracterizado a partir de las hojas de "Stella d'Oro", un cultivar de hemerocalis de flores pequeñas. Además de estos compuestos con actividad antioxidante, también se han aislado varias antraquinonas nuevas desde las flores y las raíces de hemerocalis, las cuales fueron denominadas "kwanzoquinonas" ya que fueron halladas en la variedad "Kwanzo" de Hemerocallis fulva. Se ha comprobado que estas moléculas exhiben efectos antitumorales “in vitro” contra 4 líneas celulares humanas y se ha documentado, además, la actividad anti-proliferativa y la citotoxicidad de tales compuestos.

## Las especies deHemerocallis

### Listado de especies

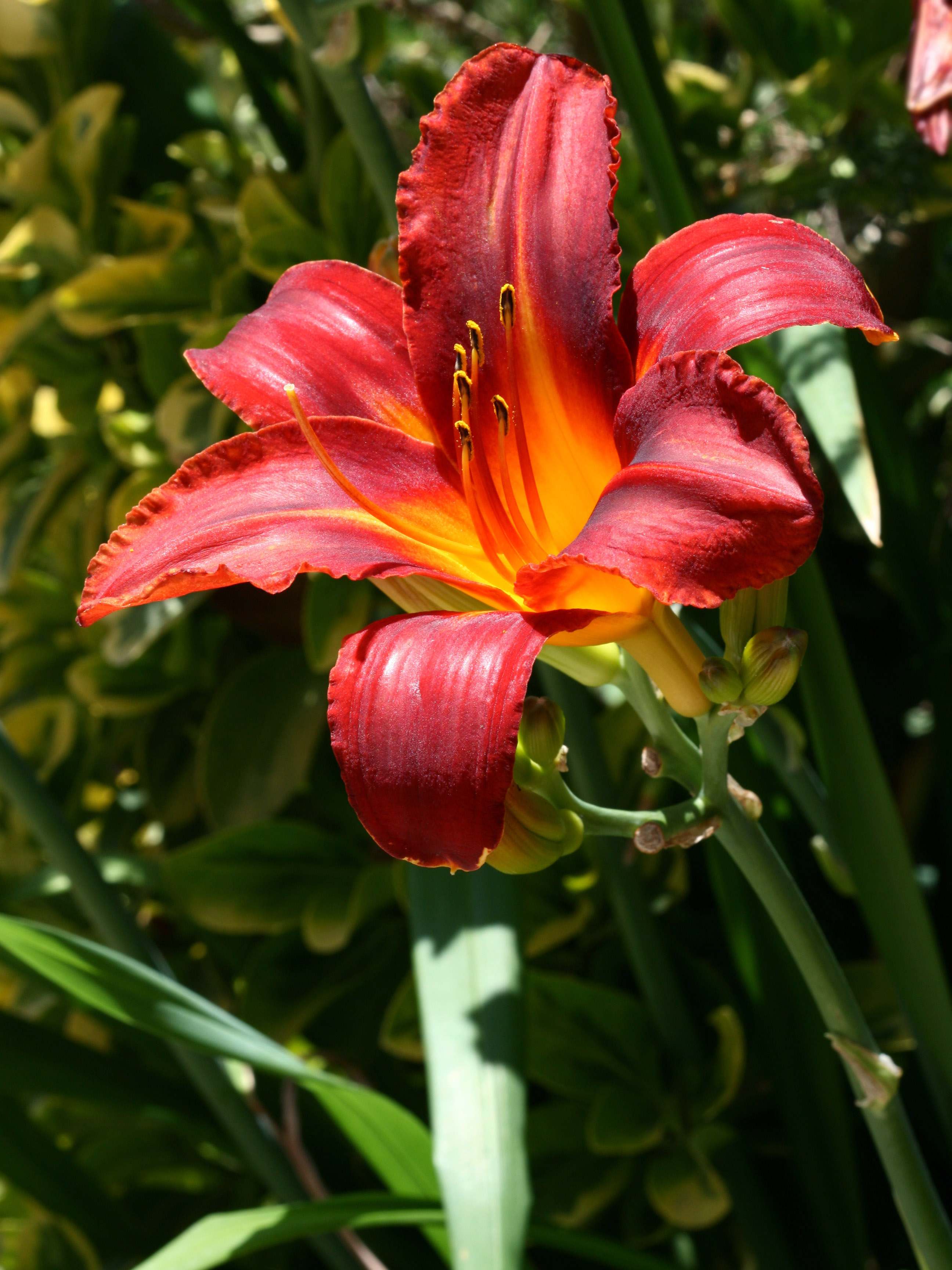
Hemerocallis o lirio de día.

Las especies del género, ordenadas alfabéticamente, son:
| - Hemerocallis altissima Stout - Hemerocallis aurantiaca Baker - Hemerocallis citrina Baroni - Hemerocallis coreana Nakai - Hemerocallis darrowiana S.Y.Hu - Hemerocallis dumortierii Morren - Hemerocallis esculenta Koidz. - Hemerocallis exaltata Stout - Hemerocallis forrestii Diels - Hemerocallis fulva L. - Hemerocallis graminea Andrews | - Hemerocallis hakuunensis Nakai - Hemerocallis hongdoensis M.G.Chung & S.S.Kang - Hemerocallis lilioasphodelus L. - Hemerocallis micrantha Nakai - Hemerocallis middendorffii Trautv. & C.A.Mey. - Hemerocallis minor Mill. - Hemerocallis multiflora Stout - Hemerocallis nana W.W.Sm. & Forrest - Hemerocallis pedicellata Nakai - Hemerocallis plicata Stapf - Hemerocallis taeanensis S.S.Kang & M.G.Chung - Hemerocallis thunbergii Baker - Hemerocallis yezoensis Hara |

### Breve descripción de algunas especies
A continuación se describen algunas de las especies del género que han tenido una gran participación en la creación y desarrollo de los cultivares modernos de hemerocalis. Muchas de estas especies, además, todavía son cultivadas en muchas partes del mundo, pese a que continuamente su uso está siendo reemplazado por el de los híbridos modernos.
- Hemerocallis fulva

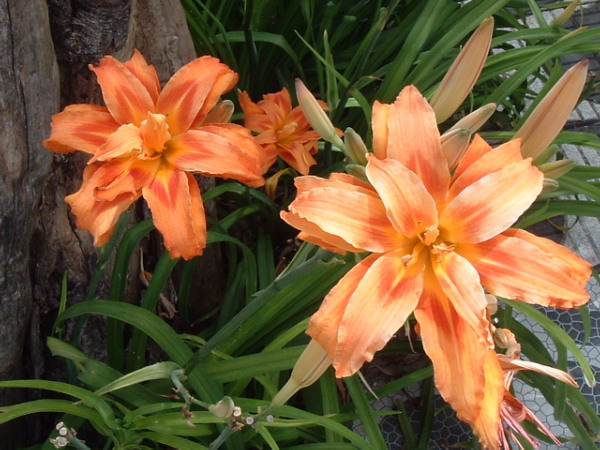
Flores dobles en Hemerocallis fulva var. kwanso.

Especie con flores de color anaranjado-rojizas, de 7 a 12 cm de largo, reunidas en panojas 6-10-floras en la extremidad de un largo escapo bracteado de 6-8 dm de altura.
La especie exhibe algunas variantes en forma y color de las flores y en el hábito de crecimiento. Hemerocallis fulva var. Kwanso y Hemerocallis fulva var. Flore Pleno presentan flores dobles, en las cuales los estambres se transforman en tépalos. Hemerocallis fulva var. rosea presenta flores de color rojo-rosado. Hemerocallis fulva var. littorea muestra un hábito de crecimiento perennifolio.
La especie es diploide (2n=22), no obstante, las variedades "Kwanso" y "Europa" son clones triploides (2n=33) altamente estériles que se multiplican asexualmente por medio de sus rizomas.
Esta especie ha contribuido con varios caracteres a los híbridos actuales de hemerocalis, entre ellos, los tépalos recurvados y con los márgenes sinuosos, la nervadura media de los tépalos de color más claro y un tubo perigonial intermedio a largo. Algunas variedades de esta especie muestran hasta 100 flores por escapo.
- Hemerocallis lilioasphodelus

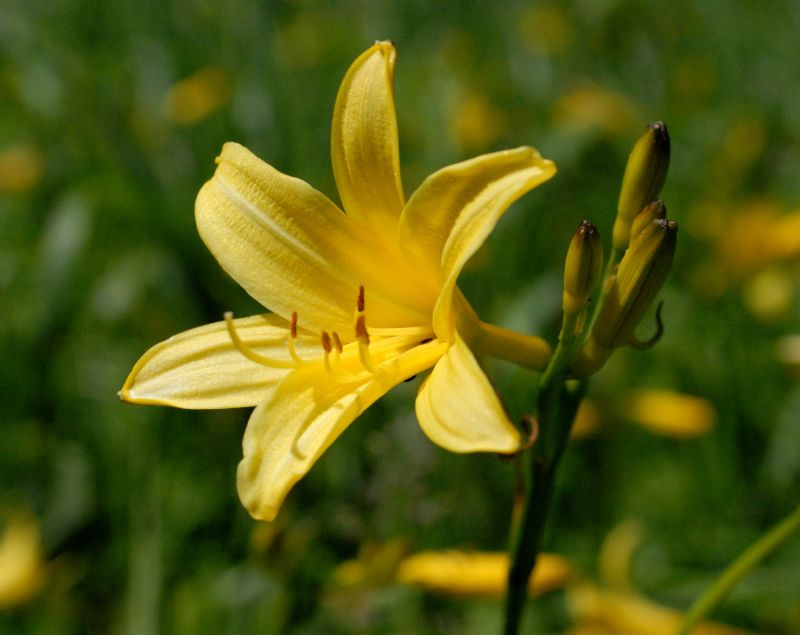
Detalle de una flor de Hemerocallis lilioasphodelus.

Las flores son levemente perfumadas, de color amarillo limón y tienen hasta 7-8 cm de largo y 7,5 a 10 cm de diámetro. Los tépalos se hallan unidos en su base, formando un tubo perigonial de 2,5 cm de largo. Las flores se hallan reunidas en inflorescencias paniculadas 5-9-floras, en la extremidad de un largo escapo bracteado de hasta 1 m de altura, ramificado en su porción superior.
Es una especie poco sensible al exceso de agua en el suelo. En el desarrollo de cultivares modernos de hemerocalis esta especie ha contribuido con su precocidad (es una de las especies que más rápido florece), con la fragancia de sus flores y con un dilatado período de floración.
- Hemerocallis minor

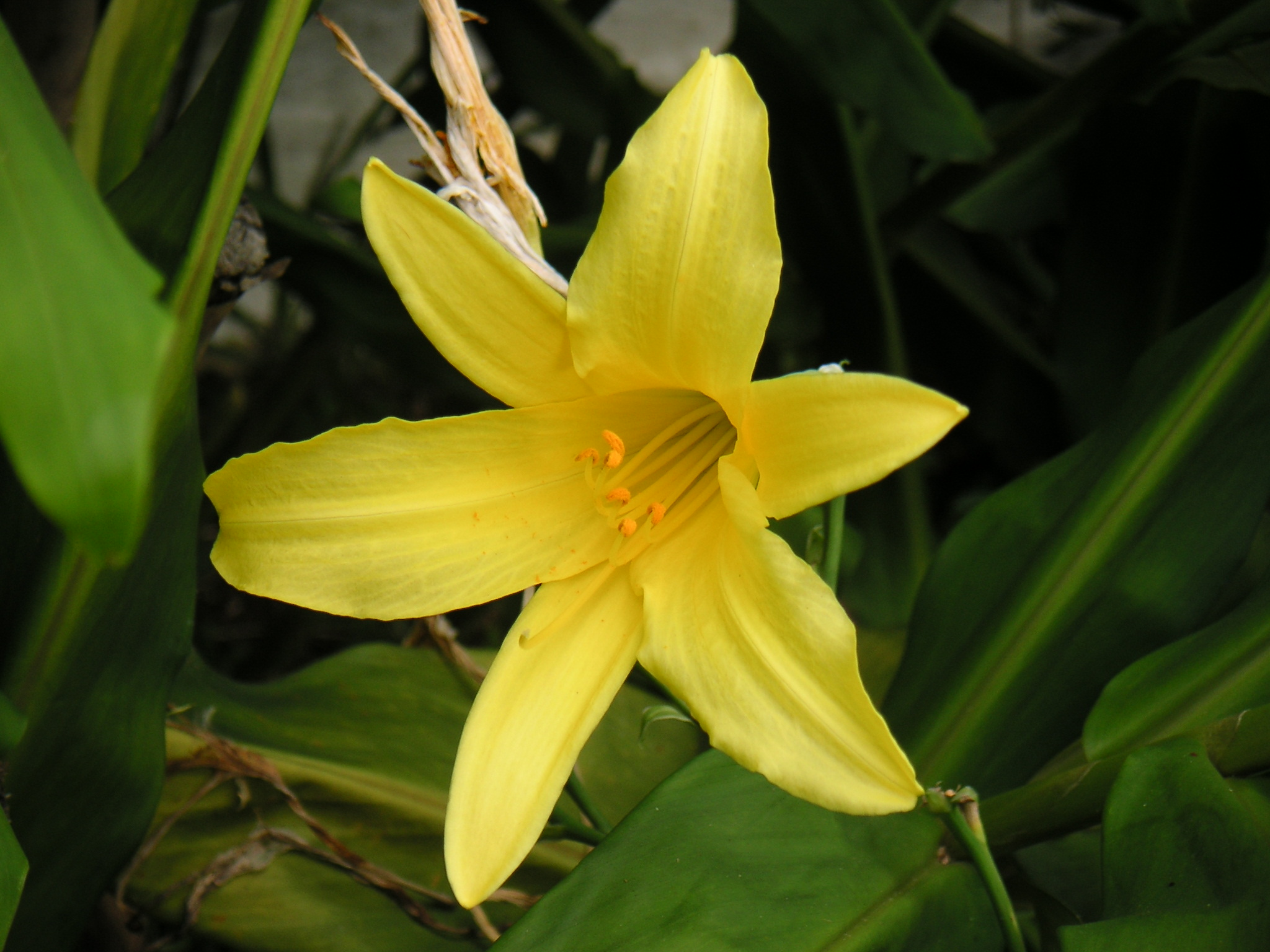
Hemerocallis minor.

Es una planta herbácea, perenne, caducifolia, rizomatosa y con raíces engrosadas. Las hojas son graminiformes, de 3 a 5 cm de largo por 6 mm de ancho como máximo. Las flores son amarillas, ligeramente perfumadas, hasta de 10 cm de largo, por 5-6 cm de ancho, infundibuliformes, con un tinte castaño exteriormente, dispuestas en escapos brevemente ramificados de 25-30 cm de altura. Esta especie ha contribuido al desarrollo de híbridos modernos de baja altura y fragantes.

## El Hemerocalis cultivado
Las plantas de hemerocalis cultivadas actualmente son, casi en su totalidad, híbridos complejos producto del cruzamiento entre varias especies del género que se han venido realizando desde principios del siglo XX. La nomenclatura botánica del hemerocalis cultivado es, por lo tanto, sumamente complicada ya que ninguno de los cultivares actuales, los que presentan gran diversidad de tamaños, colores y forma de las flores así como de épocas de floración, puede identificarse con el nombre de ninguno de los taxones silvestres del género. Por esa razón, casi la totalidad de los cultivares se denominan con el nombre del género seguido del nombre del cultivar entre comillas.

### Historia del cultivo en occidente
Las diferentes especies de Hemerocallis fueron utilizadas por más de 4000 años por los pueblos del lejano oriente como alimento, medicina o como plantas ornamentales. Los primeros ejemplares del género fueron introducidos en Europa por los exploradores que viajaban a Oriente hacia mediados del siglo XVI. Durante siglos fueron multiplicados y cultivados en toda Europa como plantas ornamentales, manteniéndose las características propias de cada especie.

### Origen de las variedades actuales
El primer programa de mejoramiento de hemerocalis fue establecido hacia mediados de 1850 por George Yeld y Amos Perry en Inglaterra. No obstante, la verdadera revolución en la genética de este cultivo se produjo hacia 1920, cuando Ardow Burdette Stout inició sus trabajos de hibridación y mejoramiento de hemerocalis mientras ejercía como director del Jardín Botánico de Nueva York. Su primera variedad, "Mikado" fue registrada en 1929 y comercializada por la empresa "Farr Nursery" de Pensilvania. Stout fue un pionero en el estudio y utilización de diferentes especies de hemerocalis para crear nuevos cultivares.

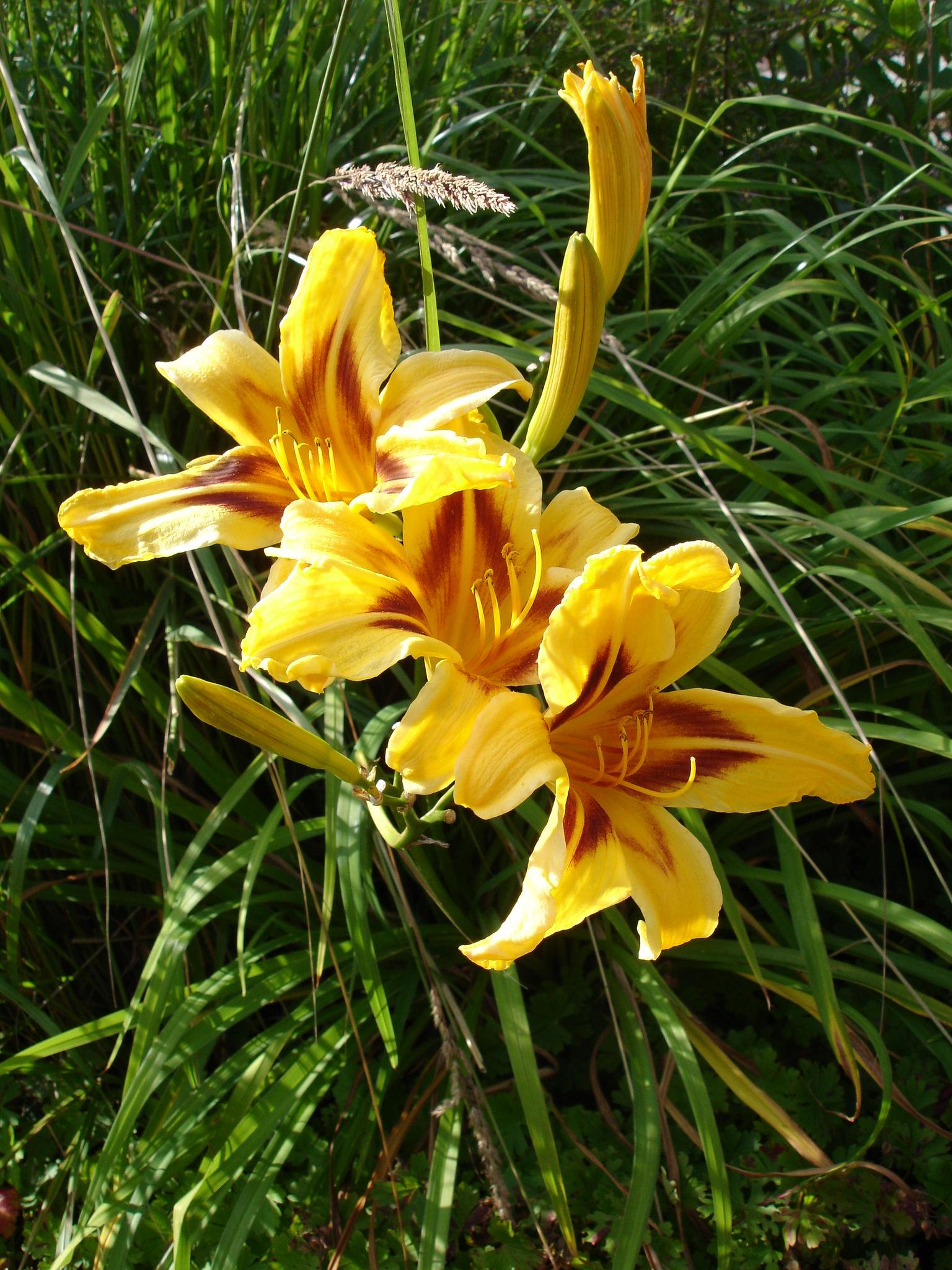
Hemerocallis "Mikado" (Stout, 1929).

Desde aquel momento y gracias a la distribución de los cultivares creados por Stout y a la difusión de su obra científica, muchos genetistas y mejoradores en los Estados Unidos e Inglaterra realizaron grandes modificaciones en las especies originales de Hemerocallis. Por ejemplo, en las especies silvestres del género los únicos colores disponibles son el amarillo, el anaranjado y el rojo ladrillo. Actualmente, existen cultivares casi blancos, amarillos, anaranjados, rosados, rojos brillantes, púrpura, escarlata, tonos pasteles y algunos incluso son casi azules. Más aún, se han creado muchas de las combinaciones posibles de esos colores. De hecho, el número de cultivares de Hemerocallis en el mundo supera los 60 000. Todos ellos han sido desarrollados a través de una complicada historia de cruzamientos interespecíficos, selección e inducción de poliploidía.

### Diploides y tetraploides
La gran mayoría de las especies de Hemerocallis son diploides, es decir, en los núcleos de sus células somáticas tienen dos juegos de cromosomas que, en total, suman 22 cromosomas (en genética se utiliza la siguiente expresión para decir lo mismo, "2n=2x=22 cromosomas"). Algunos clones o variedades silvestres del género son triploides (o sea, 2n=3x=33 cromosomas). Estos clones triploides son altamente estériles ya que en las divisiones celulares que dan origen a las esporas (la meiosis) no se pueden repartir equitativamente los 3 juegos de cromosomas entre las células hijas, por lo que se forman células altamente desbalanceadas en su dotación cromosómica, las que terminan degenerando. Debido a esta degeneración de las esporas, tampoco se forman gametofitos (sacos embrionarios o granos de polen) o gametos (oósferas o núcleos generativos) y, por esa razón, las plantas son estériles.
Durante la historia del mejoramiento de los hemerocalis se consiguió obtener plantas tetraploides mediante el tratamiento de plantas normales con un agente químico: la colchicina. La colchicina es un alcaloide muy utilizado en genética para, justamente, obtener células, tejidos y plantas con el doble de la dotación cromosómica de la planta original. Estos tetraploides tienen 4 juegos básicos de cromosomas en los núcleos de sus células somáticas (son 2n=4x=44). La meiosis en estas plantas es bastante normal debido a que se pueden repartir equitativamente los cromosomas entre las células hijas y, por ende, son fértiles.
Estas plantas tetraploides reúnen una cantidad de características sumamente interesantes para una planta ornamental como hemerocalis. En general, el tamaño de todos los órganos de la planta (incluyendo las flores) es mayor que el de los diploides originales. Los escapos que sostiene a las flores tienden a ser más gruesos y rígidos. Los colores de las flores son más intensos y, debido a la posibilidad de complementar varios genes diferentes que gobiernan el color de las flores, se logran nuevos tipos, tonos o combinaciones de color que sería imposible de obtener en las plantas diploides. El vigor de la planta, incluso, es mayor en los tetraploides que en los diploides que le dieron origen.

Los trabajos experimentales para crear hemerocalis tetraploides se iniciaron en 1940. Para el año 1947, se informó la floración de la primera planta de un hemerocallis tetraploide, éxito que fue continuado en los siguientes años por diferentes grupos de investigación. Para 1949 se registró el primer cultivar tetraploide denominado "Tetra Starzynski" seguido dos años más tarde por otros dos cultivares, "Tetra Apricot" y "Tetra Peach". Los tres clones fueron desarrollados por el Dr. Hamilton Traub, quien trabajaba para el Departamento de Agricultura de los Estados Unidos. No obstante, los trabajos más intensos en mejoramiento genético de hemerocalis tetraploides recién comenzaron hacia finales de la década de 1960. En los años subsiguientes coexistió el mejoramiento tanto a nivel diploide como tetraploide, lo que determinó la creación y registro de miles de cultivares de ambos niveles de ploidía. En la actualidad, sin embargo, los programas de mejora más grandes se han inclinado definitivamente por los cultivares tetraploides.

### El color de las flores de los hemerocalis
Los cultivares modernos de hemerocalis presentan una gran diversidad de colores, especialmente cuando se considera la estrecha gama de tonos de las especies silvestres de las cuales surgieron. A continuación se presenta una descripción de los tipos de colores más frecuentes, tanto en la parte distal de los tépalos, en la garganta y en la costilla central y, por último, las combinaciones de colores que se pueden hallar.

#### El color básico
El color en la parte más distal de los tépalos se considera el color básico de la flor de un cultivar, el cual puede ser:

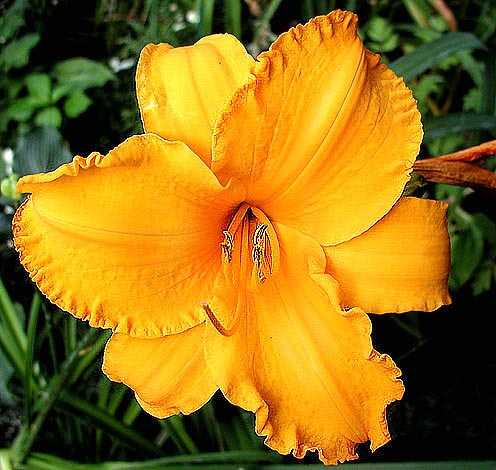
Un cultivar de color dorado.

- amarillo: todos los tonos de amarillo, desde el limón más claro, pasando por el amarillo brillante y el dorado hasta el anaranjado intenso.
- rojo: diversos tonos de escarlata, carmín, rojo tomate, rojo vinoso y rojo sombra casi negro.
- rosa: desde rosado claro hasta el rosado intenso.
- púrpura: desde un lavanda claro, pasando por el lila hasta el violeta. Un cultivar azul-lavanda.

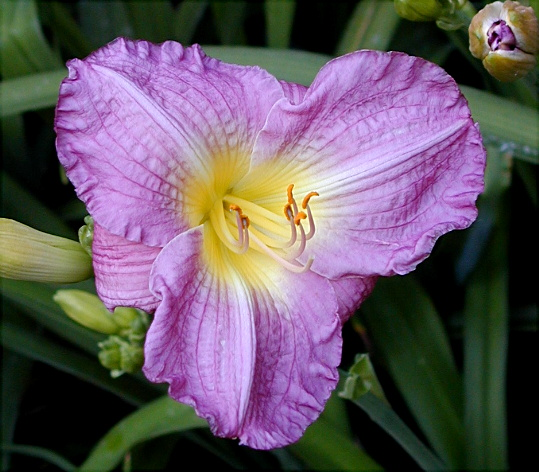
Un cultivar azul-lavanda.

- otros, como melón, crema hasta casi blancos.

#### El color de la garganta
El área central de una flor de hemerocalis se denomina garganta. En la mayoría de los cultivares el color de la garganta difiere del color básico. Algunos de los colores más frecuentes son verdoso, amarillo, dorado, anaranjado, durazno o melón.

#### El color de los estambres
Al igual que la garganta, los estambres pueden ser de diferente color que el básico y que el de la garganta. Usualmente son amarillo pálido o verdosos.

#### El color de la costilla central
Se denomina costilla central a la nervadura central que recorre longitudinalmente cada tépalo. El color de esta costilla central puede ser igual que el color básico o puede ser diferente. 

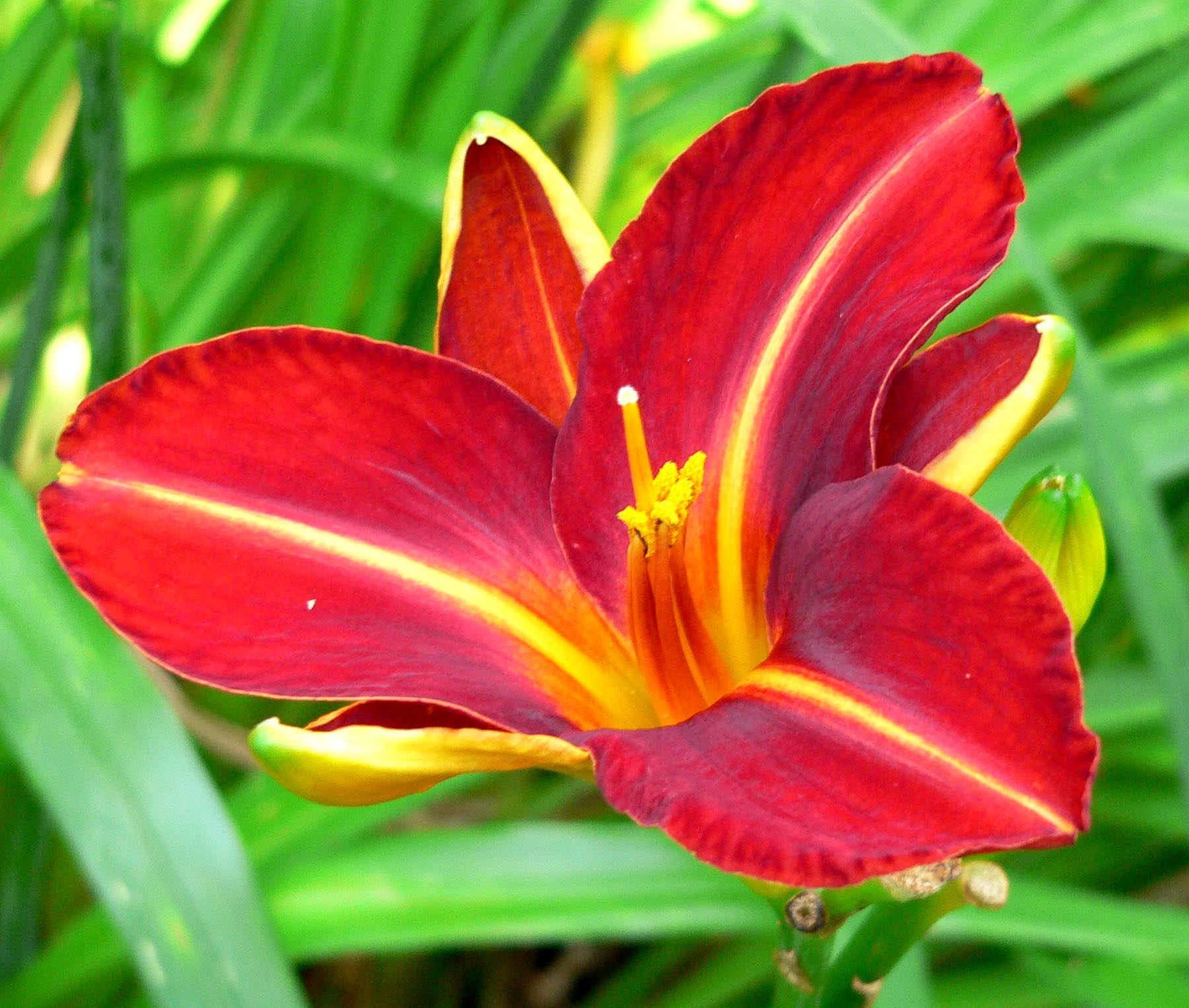
"Lusty Lealand" un cultivar rojo intenso con costilla central blanco-amarillenta.

#### Los patrones de color
Los cultivares modernos exhiben patrones complejos de color que son desconocidos en las especies silvestres de las cuales derivan. Algunos de esos patrones son:
- "self": es el patrón más simple, en el cual, todos los tépalos tienen el mismo color básico. Un cultivar "self".

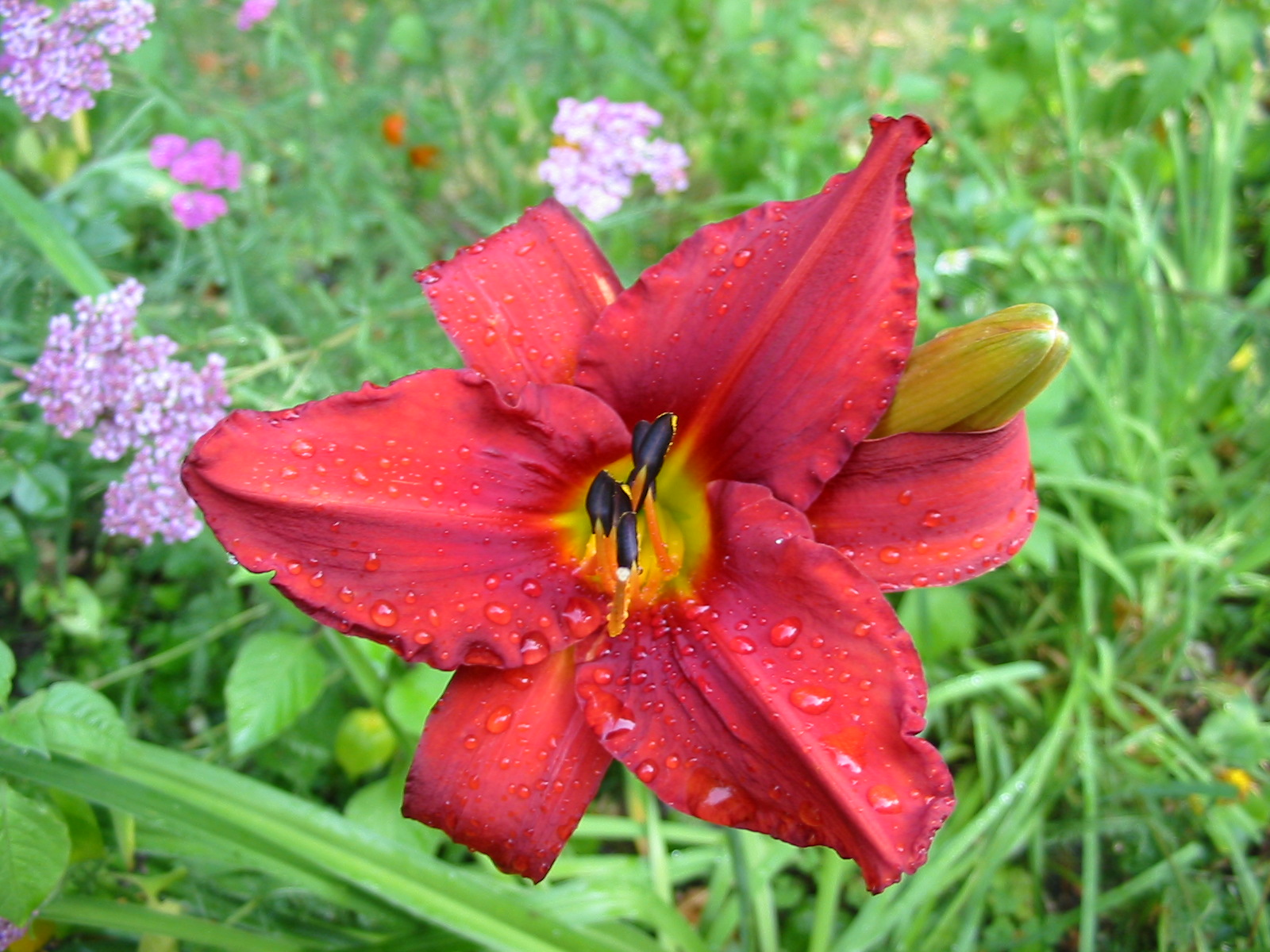
Un cultivar "self".

- Mezcla: los tépalos son una mezcla de dos o más colores.
- Bitono: los tépalos externos difieren con respecto a los internos en la intensidad o el tono del mismo color básico.
- Bicolor: los tépalos externos e internos son de colores diferentes. Un cultivar "bicolor".

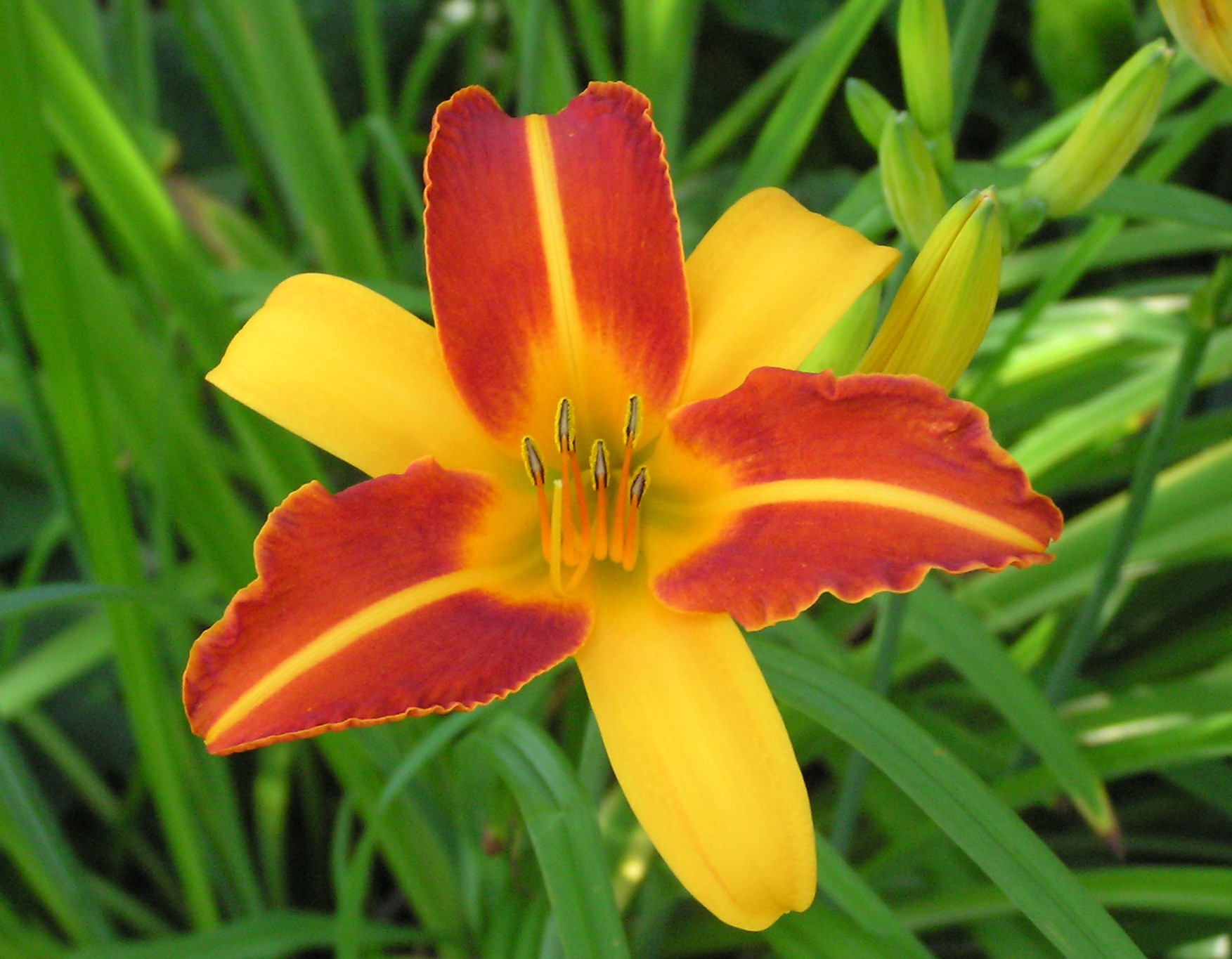
Un cultivar "bicolor".

- Bandeado: la flor exhibe una zona más oscura entre la garganta y la punta de los tépalos. Daring Deception un cultivar "bandeado".

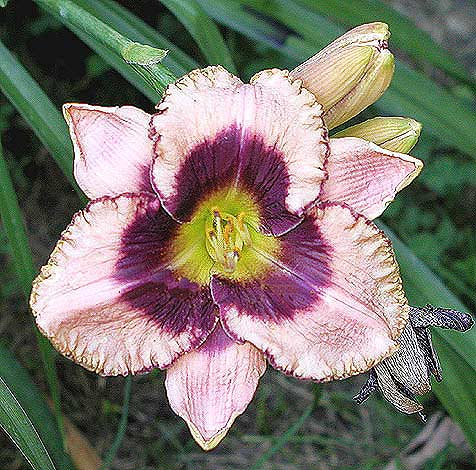
Daring Deception un cultivar "bandeado".

### Formas de la flor
Los cultivares actuales de hemerocalis presentan una gran diversidad de formas que se han ido seleccionando a través de las décadas. Así, una flor observada de frente puede ser circular, triangular o con forma de estrella. Los bordes de los tépalos pueden ser lisos o con muchas variantes de ondas. Cuando observadas de costado, las flores pueden ser planas, recurvadas o con forma de trompeta. Para completar toda esta diversidad, hay hemerocalis dobles, en los cuales hay más de 6 tépalos en cada flor; y hemerocallis "araña", en los que los tépalos son, como mínimo, cuatro veces más largos que anchos.
Otro tipo de hemerocalis, el más nuevo y menos frecuente, se denomina "politépalo". La característica es que sus flores no son trímeras, como las de cualquier otro hemerocallis, sino 4-meras, es decir, en vez de tener 6 tépalos tiene 8 y exhibe 8 estambres en lugar de los 6 típicos. Esta clase de hemerocalis puede confundirse con los de flores dobles, no obstante, en los "dobles" lo que se altera es el número de ciclos de la flor, en cambio, en los politépalos se modifica el número de piezas florales por ciclo.

### Características del follaje
El color del follaje de los diferentes cultivares híbridos de hemerocalis varía desde el verde azulado hasta el verde amarillento pasando por todos los tonos intermedios. El tamaño de las hojas también es muy heterogéneo. Puede ir desde un tamaño de hojas y un aspecto general parecido al de los pastos hasta el ancho y textura de las hojas del maíz. Las hojas pueden ser erectas a péndulas y el largo puede variar entre los 2 y los 9 dm. El comportamiento del follaje de los hemerocallis durante los meses fríos del invierno se conoce como "hábito del follaje", el cual, para propósitos de descripción de los diferentes cultivares puede ser categorizado como perennifolio, semiperennifolio y caduco.
- perennifolios. Los hemerocalis de esta categoría retienen su follaje durante todo el año. No producen yemas de reposo sino que producen continuamente nuevas hojas, a menos que la temperatura sea tan baja que se detenga el crecimiento. En los climas benignos, las hojas de este tipo de hemerocalis permanecen verdes durante todo el invierno. En zonas más frías, las bajas temperaturas queman el follaje pero la corona sobrevive. A partir de la corona se iniciará la brotación una vez que la temperatura incremente. En zonas de inviernos rigurosos es aconsejable cubrir las coronas de los hemerocalis con pasto seco para protegerlas del frío excesivo.
- caducos. Los hemerocalis caducos pierden completamente sus hojas cuando durante el invierno. A medida que el otoño avanza, estos hemerocalis detienen su crecimiento, forman yemas de dormición en la corona, y el follaje se torna amarillo y va muriendo paulatinamente. En la primavera reinician vigorosamente su crecimiento a partir de estas yemas.
- semi-perennifolios: se utiliza para describir cualquier comportamiento del follaje que sea intermedio entre los dos anteriores.

La rusticidad de un cultivar con respecto al frío no tiene relación con el hábito del follaje. Así, hay cultivares de follaje caduco tan tolerantes o tan sensibles a las bajas temperaturas como los cultivares perennifolios.

### Los hemerocalis de flores pequeñas
Los cultivares de flores pequeñas son aquellos que tienen flores con un diámetro de 76 a 114 mm (la definición original es en pulgadas, de 3 a 4,5 pulgadas, por esa razón pueden extrañar las cifras decimales cuando se usa el sistema métrico decimal en la definición). Si el cultivar presenta flores con un diámetro menor a 76 mm se dice que pertenece a la categoría "miniatura".
Tanto los cultivares de flores pequeñas como los miniatura han sido desarrollados a partir de cruzamientos entre las especies de flores pequeñas Hemerocallis minor, Hemerocallis citrina y Hemerocallis middendorffii. Los hemerocalis de flores pequeñas o miniatura son buscados por muchos jardineros para cultivar en patios, jardines pequeños y balcones donde se desee colorido sin demasiados requerimientos de cuidados o mantenimiento.

## Cultivo y multiplicación
Muchas especies de Hemerocallis y los cientos de cultivares híbridos disponibles se utilizan en jardinería y paisajismo ya que proveen color y contraste en los macizos de plantas perennes cuando se las cultiva en grupos. En parques grandes, son efectivas también para solucionar la erosión cultivándola en las pendientes y para mantener grandes espacios libres de malezas.
La floración de las distintas variedades de hemerocalis ocurre desde mediados de la primavera y, para cada planta, el período de floración dura varias semanas. Debido a que los diferentes cultivares híbridos inician su floración en distintos momentos, si se cultivan muchas variedades se podrá disfrutar de multitud de flores desde la primavera hasta el otoño.
El follaje de los hemerocalis también es muy apreciado por su elegancia, por lo que estas plantas proveen con sus hojas color y textura en los macizos de plantas perennes.

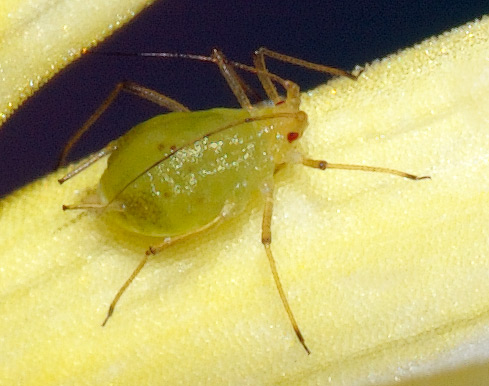
Los áfidos, como el que se muestra en la imagen, son una plaga importante para los hemerocalis.

Es una planta de fácil cultivo en cualquier suelo bien drenado y en un lugar a pleno sol. Es tolerante a suelos pobres, a los veranos excesivamente cálidos y a la falta de humedad. No obstante, prosperan mejor en suelos húmedos, sueltos y bien drenados.
Se las debe plantar en primavera o en otoño, más o menos superficialmente. De hecho, la corona (la parte de la planta en la que se junta el follaje con las raíces) no debe quedar a más de 3 cm de profundidad. El riego debe ser regular, de modo que el terreno se halle constantemente húmedo. Para mantener el vigor de las plantas y asegurar que florezcan profusamente, es necesario dividir las matas muy grandes, excesivamente pobladas, y remover los escapos -tratando de no dañar la corona- cuando las plantas han terminado su floración.
Las plagas que afectan a los hemerocalis son los caracoles, babosas y los áfidos (o pulgones). Algunas enfermedades fúngicas (aquellas producidas por distintas especies de hongos) pueden atacar a estas plantas, no obstante, son en general bastante resistentes.
La multiplicación de los hemerocalis puede realizarse a través de semillas o, más comúnmente, por división de las matas. La multiplicación sexual por semillas impide conservar las características del cultivar híbrido que se desea propagar, por lo que se utiliza solamente para crear nuevas variedades. La propagación vegetativa, por división de matas, se realiza luego del período de reposo, esto es, en la primavera o en el otoño. Es importante realizar esta tarea cuando las temperaturas del ambiente no son extremas (es decir, que no haga excesivo frío por estar muy adentrado en el otoño; o mucho calor por estar muy avanzada la primavera). De este modo se provee a las plantas recién divididas de un período para establecer su sistema radicular antes estrés producido por el calor del verano o las heladas del invierno. La mecánica de la división de las matas consiste en extraer la planta del suelo y dividir la corona en porciones que lleven 2-3 brotes con sus respectivas raíces. Cada una de estas porciones debe plantarse inmediatamente.

## Sociedades
En el mundo existen muchas sociedades de entusiastas del cultivo, difusión y mejoramiento genético de los hemerocalis.
La primera de tales sociedades en ser creada fue "The American Hemerocallis Society" (Sociedad Americana de Hemerocallis). Formada en 1946, es la organización dedicada a los hemerocalis más grande a nivel mundial. Comenzó a través de los esfuerzos de Helen Field Fischer, quien era conductora de su propio programa de jardinería en una emisora de radio en Iowa, Estados Unidos. Ayudada por los miembros de una revista también dedicada a la jardinería, Fischer organizó una reunión de entusiastas de los hemerocalis en Shenandoah, Iowa. Durante esa reunión, el grupo decidió organizar una sociedad, inicialmente denominada "Midwest Hemerocallis Society" (Sociedad de Hemerocallis del Medioeste). Más tarde el nombre fue cambiado a "Hemerocallis Society" y, finalmente, en una reunión histórica en 1955 en Baton Rouge, Luisiana, se convirtió en la Sociedad Americana de Hemerocallis, la cual reúne a más de 12 000 miembros de todo el mundo. Una de las responsabilidades de esta sociedad es la de documentar el registro de nuevos cultivares de hemerocalis ya que es la autoridad internacional en esa materia.